# عزت عروج‌زاده
عزت عروج‌زاده (۱۶ سپتامبر ۱۹۰۹ – ۲۳ آوریل ۱۹۸۳) دارنده نشان لنین، دکترای علوم فنی، استاد آکادمی ملی علوم آذربایجان و اولین بازیگر زن ملی آذربایجان بود.

## زندگی‌نامه
عزت عروج‌زاده ۱۶ سپتامبر سال ۱۹۱۹ در باکو چشم به جهان گشود. وی دانش‌آموخته رشته شیمی از دانشگاه دولتی نفت آذربایجان در سال ۱۹۳۲ بود. ابتدا به عنوان آموزگار فعالیت‌های شغلی خود را آغاز کرد.
در سال ۱۹۳۵ ازدواج کرد. اما به دنبال اینکه ۲ سال بعد همسرش به اتهام «دشمن مردم» توسط بلشویک‌ها بازداشت و روانه زندان شد، در سال ۱۹۳۷ وی مجبور به طلاق اجباری شد.
در سال ۱۹۲۹ بود، که در فیلم «سویل» که بر اساس داستان همنام جعفر جبارلی ساخته شد، ایفای نقش کرد. در پی تماشا به این فیلم، زنان در آذربایجان بدون ترس و رعب از کسی اقدام به کشف روسری کردند. وی همچنین در فیلم «آلماز» ساخته شده بر پایه داستان جعفر جبارلی نقش داشت.
عزت عروج‌زاده تا سال ۱۹۴۹ در صنعت نفت مشغول به کار شد. در میان سالهای ۱۹۶۷ الی ۱۹۷۱ مسئولیت دانشگاه فرآیندهای پتروشیمی آکادمی علوم آذربایجان شوروی را عهده‌دار شد. در سال ۱۹۷۰، پژوهش‌های خود را به عنوان مطالب تحقیقاتی دکتری خود انتشار داد. در سال ۱۹۷۲ عنوان علمی پروفسور را ازآن خود نمود.
عزت عروج‌زاده ۲۲ آوریل سال ۱۹۸۳ درگذشت.